# GreenSet

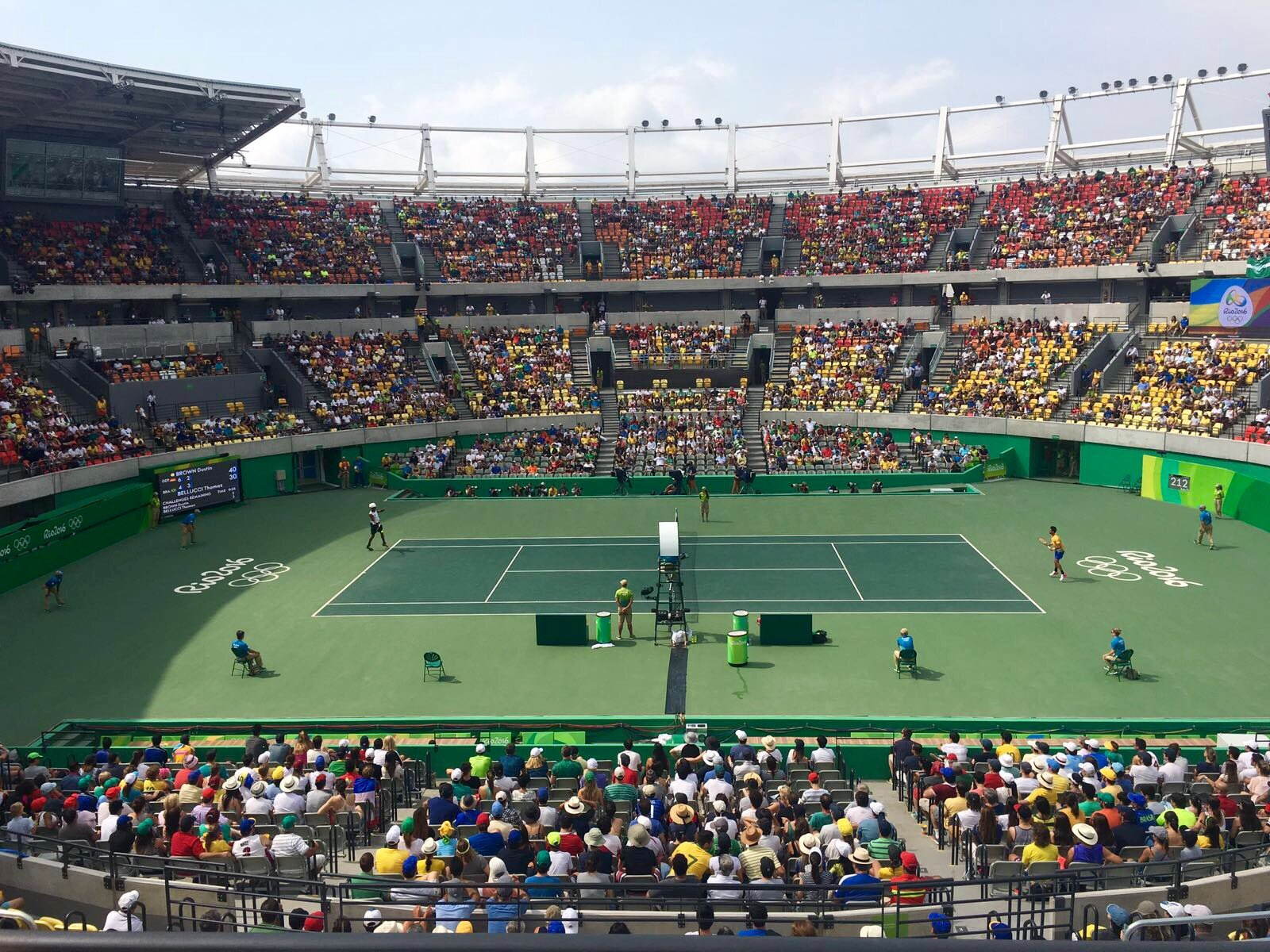
Bề mặt GreenSet tại Thế vận hội Mùa hè 2016

GreenSet là sân cứng bề mặt acrylic được sử dụng ở một số sự kiện quần vợt chuyên nghiệp được tổ chức bởi liên đoàn quần vợt quốc tế (ITF), ATP và WTA. Nó được làm từ các lớp nhựa acrylic và silica ở trên lớp nhựa đường hoặc bê tông, hoặc gỗ, đảm bảo sự ổn định để sử dụng thường xuyên.
Bề mặt GreenSet được ITF phân loại tốc độ nảy bóng ở mức trung bình-chậm, trung bình và trung bình-nhanh.
GreenSet được sử dụng từ 1970, giới thiệu lần đầu ở châu Âu. Kể từ đó, hơn 60.000 trận đấu quần vợt trên thế giới đã được tổ chức trên mặt sân này.
GreenSet còn được sử dụng trong nhiều sự kiện khác, đặc biệt là các sự kiện trong nhà. Bề mặt sân này hiện được sử dụng ở một số giải đấu:
- Paris Masters[3]
- Giải Quần vợt Trong nhà Thụy Sĩ[4]
- Open Sud de France
- Thế vận hội Mùa hè 2016 và Thế vận hội dành cho người khuyết tật 2016.
- ATP Finals[5] tại sân O2 Arena ở London.

Một số trận đấu ở Davis Cup và Fed Cup cũng được thi đấu trên bề mặt sân GreenSet.
Quần vợt tại Thế vận hội Mùa hè 2016 tại Rio đã được tổ chức trên bề mặt sân GreenSet Grand Prix Cushion. Trung tâm quần vợt thế vận hội, với diện tích hơn 18.000 m2, đã được hoàn thiện bề mặt vào đầu năm 2016, vài tháng trước sự kiện.